# لایه لایه شدگی

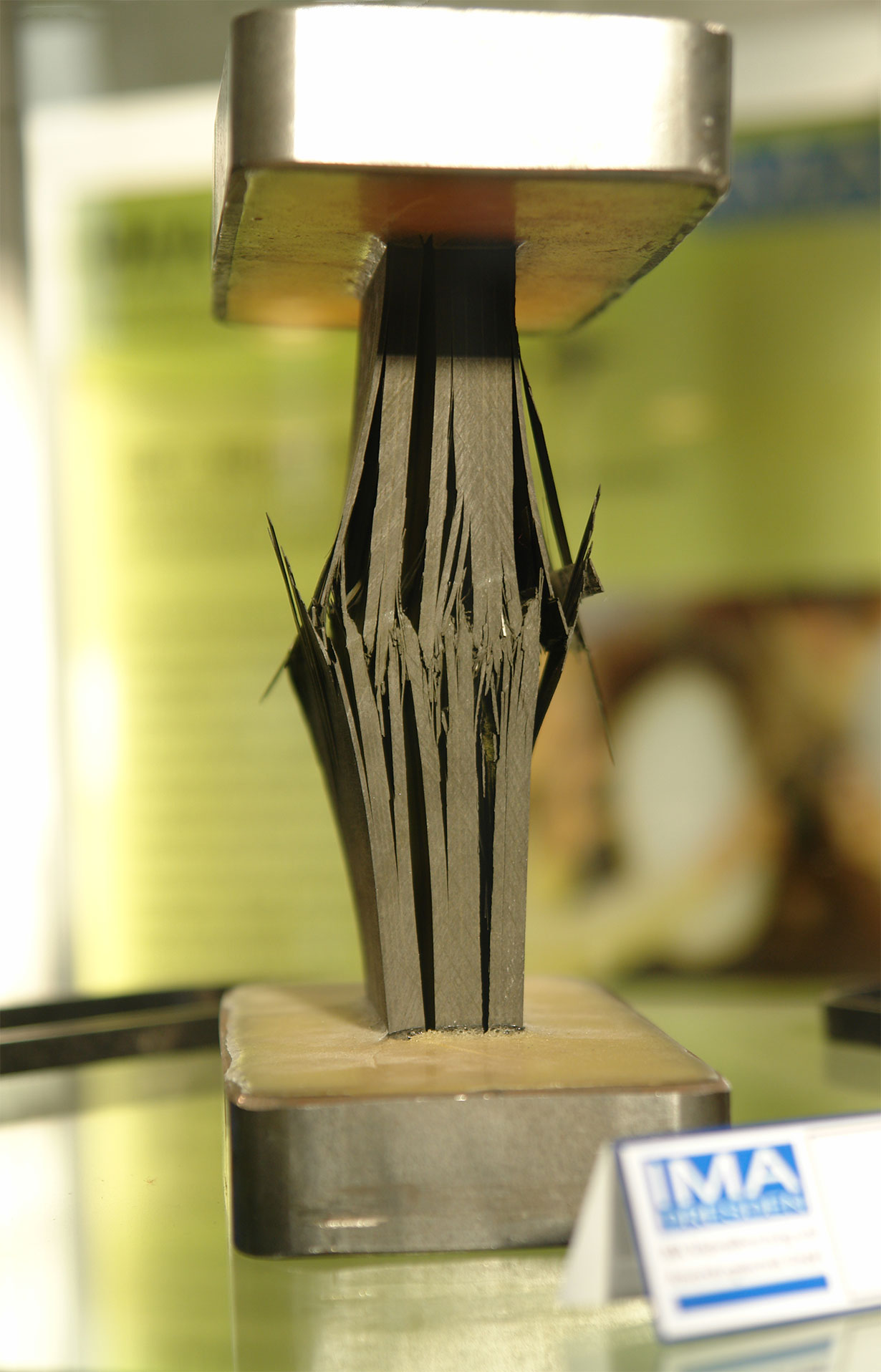
لایه لایه شدن پلیمر تقویت شده با فیبر کربن تحت بار فشاری

لایه لایه شدن حالتی از شکست است که در آن یک ماده به لایه ها می شکند . انواع مواد از جمله کامپوزیت های ورقه ای  و بتن می‌توانند در اثر لایه برداری از بین بروند. پردازش می‌تواند لایه‌هایی در موادی مانند فولاد ایجاد شده توسط نَوَرد   و پلاستیک و فلزات حاصل از چاپ سه بعدی   ایجاد کند که می‌تواند از جداسازی لایه‌ها با شکست مواجه شود. همچنین، پوشش‌های سطحی مانند رنگ‌ها و فیلم‌ها می‌توانند از بستر پوشش داده شده متورق شوند.
در کامپوزیت های لمینیت، چسبندگی بین لایه ها اغلب ابتدا از بین می‌رود و باعث جدا شدن لایه‌ها می‌شود.  برای مثال، در پلاستیک‌های تقویت‌شده با الیاف ، ورق‌های تقویت‌کننده با استحکام بالا (مثلاً فیبر کربن ، فایبرگلاس ) توسط یک ماتریس پلیمری بسیار ضعیف‌تر (مثلاً اپوکسی ) به هم متصل می‌شوند. به طور خاص، بارهای عمود بر لایه های با استحکام بالا اعمال می‌شود و بارهای برشی می‌توانند باعث شکسته شدن زمینه پلیمری یا جدا شدن الیاف تقویت کننده از پلیمر شوند.
لایه لایه شدن در بتن مسلح نیز زمانی رخ می دهد که آرماتورهای فلزی در نزدیکی سطح دچار خوردگی شوند.  فلز اکسید شده دارای حجم بیشتری است که باعث ایجاد تنش در هنگام محدود شدن توسط بتن می‌شود. هنگامی که تنش‌ها از مقاومت بتن فراتر رود، تَرَک‌ها می‌توانند ایجاد شوند و گسترش پیدا کنند تا با تَرَک‌های همسایه ناشی از خوردگی میلگِرد ایجاد یک صفحه شکستگی موازی با سطح ایجاد کنند. هنگامی که صفحه شکست ایجاد شد، بتن در سطح می‌تواند از بستر جدا شود.
پردازش می‌تواند لایه‌هایی را در مواد ایجاد کند که ممکن است در اثر لایه برداری از بین بروند. در بتن، سطوح ممکن است در اثر پرداخت نامناسب پوسته پوسته شوند. اگر سطح نهایی شده و با ماله‌ کِشی متراکم شود در حالی که بتن زیرین در حال روزدن آب و هوا است، لایه رویی متراکم ممکن است از آب و هوا که به سمت بالا فشار می‌آورد جدا شود.  در فولادها ، زمانی که دانه‌های میکروسکوپی در ورقه‌های مسطح قرار می‌گیرند، نَوَرد می‌تواند یک ریزساختار ایجاد کند که می‌تواند به لایه‌ها شکسته شود.  همچنین، برخی از روش‌های پرینت سه بعدی (مثلاً رسوب ذوب شده) قطعاتی را در لایه‌هایی می‌سازد که می‌توانند در حین چاپ یا استفاده از هم جدا شوند. هنگام چاپ ترموپلاستیک با رسوب ذوب شده، خنک کردن یک لایه پلاستیکی داغ که روی یک لایه زیرلایه سرد اعمال می شود، می‌تواند به دلیل انقباض حرارتی تفاضلی و جداسازی لایه باعث خمش شود. 

## روش‌های بازرسی
روش‌های تست غیرمخرب متعددی برای تشخیص لایه‌برداری در ساختارها وجود دارد که شامل بازرسی بصری ، تست ضربه (یعنی صداگذاری)، فراصوت ، رادیوگرافی و تصویربرداری مادون قرمز می‌شود .
بازرسی بصری برای تشخیص لایه برداری در سطح و لبه مواد مفید است. با این حال، یک بازرسی بصری ممکن است بدون باز کردن مواد، لایه لایه شدن را در یک ماده تشخیص ندهد.
تست ضربه یا صداگذاری شامل ضربه ملایم با چکش یا جسم سخت به مواد برای یافتن لایه لایه شدن بر اساس صدای حاصل است. در کامپوزیت‌های چند لایه، صدای زنگ واضح نشان دهنده یک ماده به خوبی چسبیده است در حالی که صدای کدرتر نشان دهنده وجود لایه لایه شدن به دلیل نقصی است که ضربه را کاهش می‌دهد.  تست ضربه برای یافتن عیوب بزرگ در کامپوزیت‌های صفحه تخت با هسته لانه زنبوری مناسب است، در حالی که ورقه‌های نازک ممکن است عیوب کوچکی داشته باشند که با صدا قابل تشخیص نیستند.  استفاده از صدا نیز ذهنی است و به کیفیت شنوایی بازرس و همچنین قضاوت بستگی دارد. هر گونه تغییر عمدی در قطعه نیز ممکن است زیر و بمی صدای تولید شده را تغییر دهد و بر بازرسی تأثیر بگذارد. برخی از این تغییرات عبارتند از همپوشانی لایه، گودهای تغییر تعداد لایه، تغییر چگالی هسته (در صورت استفاده) و هندسه.
در بتن‌های مسلح، نواحی دست نخورده جامد به نظر می رسند در حالی که نواحی لایه لایه شده توخالی به نظر می رسند.  آزمایش ضربه روی سازه‌های بتنی بزرگ بوسیله چکش یا یک وسیله کشش زنجیره‌ای برای سطوح افقی مانند عرشه پل انجام می‌شود. عرشه پل در کشورهای دارای آب و هوای سرد که از نمک‌های یخ‌زدا و مواد شیمیایی استفاده می‌کنند معمولاً در معرض لایه لایه شدن قرار می‌گیرند و به همین دلیل معمولاً برای بازرسی سالانه با کشیدن زنجیره‌ای و همچنین تعمیر وصله‌های بعدی سطح برنامه ریزی می‌شوند. 

## روش های تست مقاومت لایه برداری

### آزمایش‌های لایه لایه شدن پوشش
ASTM استانداردهایی را برای آزمایش چسبندگی رنگ ارائه می‌کند که معیارهای کیفی را برای مقاومت رنگ‌ها و پوشش‌ها در برابر لایه‌برداری از زیرلایه‌ها فراهم می‌کند. تست ها شامل تست برش متقاطع، چسبندگی خراش،  و تست کشش می‌باشد. 

### تست چقرمگی شکست بین لایه‌ای

شماتیک تغییر شکل نمونه تیر کنسول دوبل.

چقرمگی شکست یک ویژگی ماده‌ است که مقاومت در برابر شکستگی و لایه لایه شدن را توصیف می‌کند. این ویژگی با فاکتور شدت تنش {\displaystyle K_{c}} بحرانی نشان داده می‌شود یا نرخ آزادسازی انرژی کرنش بحرانی {\displaystyle G_{c}}. برای کامپوزیتهای چند لایه پلیمری تقویت شده با الیاف یک طرفه، ASTM استانداردهایی را برای تعیین چقرمگی شکست حالت I {\displaystyle G_{IC}} و تعیین چقرمگی شکست حالت II {\displaystyle G_{IIC}} از ماتریس بین لایه‌ای ارائه می کند.  در هنگام تست‌ها بار {\displaystyle P} و جابجایی {\displaystyle \delta } برای تجزیه و تحلیل برای تعیین نرخ آزادسازی انرژی کرنش از روش انطباق ثبت شده است. {\displaystyle G} از رابطه زیر به دست می‌آید.

{\displaystyle G={\frac {P^{2}}{2B}}{\frac {dC}{da}}}

که در آن {\displaystyle dC} تغییر در انطباق {\displaystyle C} است (نسبت {\displaystyle \delta /P} ), {\displaystyle B} ضخامت نمونه است و {\displaystyle da} تغییر در طول تَرَک است.

#### چقرمگی شکست بین لایه‌ای حالت I

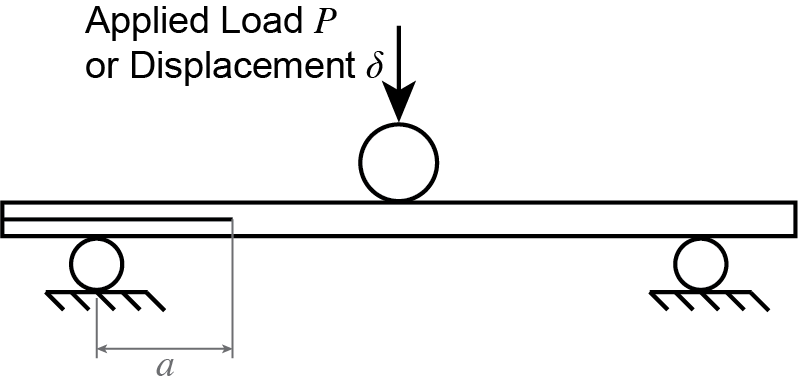
شماتیک تست خمش بریدگی لبه.

ASTM D5528 استفاده از هندسه نمونه پرتو دولایه (DCB) را برای تعیین چقرمگی شکست بین لایه‌ای حالت I مشخص می‌کند.  یک نمونه تیر دوبل کنسول با قرار دادن یک فیلم نچسب بین لایه‌های تقویت کننده در مرکز تیر قبل از پخت ماتریس پلیمری ایجاد می‌شود تا یک تَرَک اولیه به طول {\displaystyle a_{0}} ایجاد شود. در طول آزمایش، نمونه از انتهای سمت تَرَک اولیه تیر که شکاف را باز می‌کند، تحت کشش قرار می‌گیرد. با استفاده از روش انطباق، نرخ آزادسازی انرژی کرنش بحرانی توسط فرمول داده شده محاسبه می‌شود:

{\displaystyle G_{Ic}={\frac {3P_{C}\delta _{C}}{2Ba}}}

جایی که {\displaystyle P_{C}} و {\displaystyle \delta _{C}} به ترتیب حداکثر بار و جابجایی هستند, زمانی که منحنی انحراف بار به نسبت خطی که از مبدا کشیده شده است با افزایش 5% در انطباق، غیرخطی شده است. به طور معمول، معادله 2 چقرمگی شکست را فزون برآورد می‌کند، زیرا دو تیر کنسول نمونه DCB یک چرخش محدود در تَرَک دارند. چرخش محدود را می‌توان با محاسبه {\displaystyle G} تصحیح کرد با یک تَرَک کمی طولانی تر با طول {\displaystyle a+\Delta } از رابطه زیر به دست می‌آید:
{\textstyle G_{Ic}={\frac {3P_{C}\delta _{C}}{2B(a+\Delta )}}}

طول تَرَک تصحیح {\displaystyle \Delta } را می‌توان به صورت تجربی با ترسیم کمترین مربعات مناسب ریشه مکعب {\displaystyle C^{1/3}} در مقابل تَرَک با طول {\displaystyle a} انطباق محاسبه کرد. تصحیح {\displaystyle \Delta } قدر مطلق عرض از مبدأ x است. چقرمگی شکست را می‌توان با روش کالیبراسیون انطباق نیز اصلاح کرد که {\displaystyle G_{Ic}} به دست آمده از:
{\displaystyle G_{Ic}={\frac {nP_{C}\delta _{C}}{2Ba}}}

جایی که {\displaystyle n} شیب حداقل مربعات مناسب است {\displaystyle \log(C)} در مقابل {\displaystyle \log(a)}.

#### چقرمگی شکست بین لایه‌ای حالت II
چقرمگی شکست بین لایه ای حالت II را می‌توان با آزمایش خمش بریدگی لبه مشخص شده توسط ASTM D7905 تعیین کرد.  نمونه به روشی مشابه با نمونه DCB آماده می‌شود که یک تَرَک اولیه با طول {\displaystyle a_{0}} قبل از پخت ماتریس پلیمری ایجاد می‌کند. اگر آزمایش با تَرَک اولیه (روش بدون تَرَک قبلی) انجام شود چقرمگی شکست {\displaystyle G_{Q}} از رابطه زیر بدست می آید:
{\displaystyle G_{Q}={\frac {3mP_{\max }^{2}a_{0}^{2}}{2B}}}

جایی که {\displaystyle B} ضخامت نمونه است و {\displaystyle P_{\max }} حداکثر بار است و {\displaystyle m} یک پارامتر برازش شده است. {\displaystyle m} توسط نتایج تجربی با حداقل مربعات برازش انطباق {\displaystyle C} تعیین می‌شود در مقابل طول تَرَک مکعب شده {\displaystyle a^{3}} با فرم:
{\displaystyle C=A+ma^{3}}

چقرمگی شکست {\displaystyle G_{Q}} برابر با چقرمگی شکست حالت II {\displaystyle G_{IIc}} است اگر نرخ انرژی کرنش در درصد معینی از {\displaystyle G_{Q}} در طول‌های مختلف تَرَک مشخص شده توسط ASTM آزاد شود.